# 若葉くるみ
若葉 くるみ（わかば くるみ、1990年12月15日 - ）は、日本のAV女優。身長：161cm、スリーサイズ：B84・W58・H83 Dカップ。血液型O型。

## 人物・来歴
神奈川県出身。2010年3月「現役女子大生チアリーディング全国1位のサワヤカ美少女AVデビュー 」でMOODYZより単体デビュー。小学生の頃に小学館のカタログ雑誌にてモデル開始。高校時代はグラビア活動をしていた。世界的に広がっているエイズ・性病を深刻に考えており、女性のために力になりたい一心でアダルト業界に入った。男性用コンドームについて、従来のゴムタイプではなくジェル状のコンドームを開発したいと掲げている。
趣味は音楽鑑賞、ドライブ、読書、旅行。特技は人間観察。旅行が好きで特にハワイはホノルル隅々まで案内できるほどお気に入りである。フランス語、英語、アラビア語、中国語が話せる。
性格は、クールな顔立ちとは程遠く甘えん坊で天然だが、運動神経がよく、とにかく頭が良いとスタッフからは言われている。アダルト業界で揉まれて行く自分が嫌になり全てを投げ出そうとしたとき、雑誌Vogueの編集長であるアナ・ウインターの女としての生き方に救われそれ以来アナ・ウインターを崇拝している。
好きな有名人はジャスティンビーバーとシャーリーズセロンだと公言しており、唯一日本人だと妻夫木聡のファンである。好きな男性のタイプは、紳士で尽くしてくれる愛情深い人。
レズビアン物の作品への出演も目立つが、本人はストレートだと言っている。

## 作品
2010年
- 現役女子大生チアリーディング全国1位のサワヤカ美少女AVデビュー（3月13日、MOODYZ）[2]
- 全国1位 本物チアガールの学校で応援エッチ（4月13日、MOODYZ）[2]
- 全国1位本物チアガール さわやか女子大生の下品な淫語（5月13日、MOODYZ）[2]
- 現役女子大生が極太チ●ポで膣絶頂 （6月13日、MOODYZ）[2]
- 精飲M女（7月13日、MOODYZ）[2]
- ミスキャンパス物語（8月3日、MOODYZ）共演:桐原エリカ、友田彩也香、藤本リーナ[2]
- W真性中出し4時間（10月13日、MOODYZ）他出演:友田彩也香[2]
- アスリートは休めない… 若葉くるみ（12月7日、アタッカーズ）

2011年
- 女拳法家レイプ 犯されたプライド 凌辱遊戯（1月7日、アタッカーズ）
- 縛馬 其の十（1月7日、MAD）
- ぶっかけ面汚し 3（1月20日、プールクラブ・エンターテインメント）他4名出演
- RADIX48 おしっこ祭り（1月20日、レイデックス）他出演：青木りん、南つかさ、姫乃未来、星崎アンリ、松すみれ、真鍋紗愛、直嶋あい、瀬奈ジュン、黒田麻世、月島うさぎ、楓乃々花、北川瞳　他
- 縛馬 其の十（2月8日、MAD）
- スゴ～く!制服の似合う素敵な娘 くるみ（2月13日、オーロラプロジェクト・アネックス）
- 羞恥!人間ドッグショー（2月19日、サディスティックヴィレッジ）
- レイプで感じてごめんなさい。（2月19日、ドグマ）
- ワキ臭大量ザーメン（2月20日、レイディックス）
- JK チアガール2（3月11日、クリスタル映像）
- 近所で評判のスポーツバーの看板娘（3月11日、Up'S）
- 羞恥!スレンダー美少女モデルに強制露出指令 Vol.4（3月19日、サディスティックヴィレッジ）
- イラマ少女（3月19日、ドグマ）
- あいつのヤリ部屋公開します!（3月23日、プレステージ）他出演:三浦芽依、小林みちる
- イキ地獄（4月5日、NON）
- 美しすぎる白衣の天使に癒されながら本番。（4月8日、Up'S）他出演:篠原友里恵、あずみ恋、大槻ひびき、浅乃ハルミ
- マジ友の前で羞恥5 街頭で女の子2人組をナンパして友達の前で淫らな行為をさせる（4月10日、ホットエンターテイメント）他多数出演
- カワイイ契約社員と勤務中にこっそりやっちゃった俺（4月21日、アキノリ）他出演:成瀬心美、音羽レオン、愛音麻友
- 羞恥!銭湯でアルバイト!お湯に濡れたら服が溶けて全裸になっちゃった!!（4月21日、サディスティックヴィレッジ）共演:このみゆうか、月下ゆかり、桐生さくら、雪乃あさ美
- チアガール 若葉くるみの家庭教師でしようよ（4月22日、クリスタル映像）
- 絶対に手を出してはいけない相手をレズ夜這い2（5月7日、アキノリ）他出演:成瀬心美、橘美穂、可愛りん、しずく、井川ゆい、愛音麻友、秋本ゆいか
- 拷問!AV黙示録!! 2 筋肉女子校生VSマシンバイブ（5月7日、サディスティックヴィレッジ）
- タレント志願の女たちが堕ちる瞬間!中出し!ぶっかけ!顔射!なんでもOK!拘束肉便器は存在した!（5月7日、サディスティックヴィレッジ）共演:桜りお、みづなれい
- いいなり女子校生（5月13日、隼エージェンシー）
- 僕にべたぼれな彼女はおしゃぶりしてと言えばまだ玄関のドアが完全に閉じきっていなくてもギンギンの僕のチ○ポを咥えてくれる（5月19日、サディスティックヴィレッジ）共演:みづなれい、桜りお
- 初アナル!なのにサディスティックアナル調教 そして2穴FUCK!さらにダマシ強制中出し黒人レイプ!!（6月4日、サディスティックヴィレッジ）
- 夢の近親相姦◆年頃の娘は無防備パンチラに勃起した父親のデカチ○コを拒まず握りしめてきた（6月4日、ヒビノ）他出演:園田ルル、月下ゆかり、稲森まほ、河愛杏里
- チアガール 若葉くるみ お貸しします。（6月10日、クリスタル映像）
- バリキレ腹筋エクスタシー（6月13日、MOODYZ）[2]
- 絶叫アクメ真正中出し輪姦パーティー（6月25日、モブスターズ）
- 男と女の愛欲渦巻く…ラブホテル物語（6月25日、Fプロジェクト）共演:藍花、元木ひなよ
- 家族に見つからないように受験生の娘とやっちゃった家庭教師の僕。（7月7日、アキノリ）他出演:大沢美加、桃色バンビ、秋本ゆいか
- おやじの憧れと青春! ああ～、麗しの三つ折りソックス女学生（8月25日、サイドビー）共演:野中あんり